# Salonina Matídia
Salonia Matídia (4 de julho de 68 – 23 de dezembro de 119), conhecida também como Matídia Maior ou Matídia, a Velha, foi uma nobre romana, filha única de Úlpia Marciana e do pretor Caio Salônio Matídio Patruino. Seu tio materno era o imperador romano Trajano que, não tendo filhos, tratava-a como filha. Patruino morreu em 78 e Matídia e a mãe foram viver com Trajano e sua esposa, Pompeia Plotina.

## História

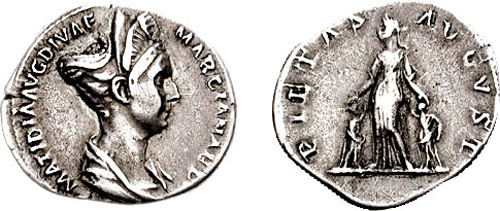
Denário mostrando Matídia Augusta como a deusa Pietas e segurando as mãos de suas filhas Sabina e Matídia Menor.

Entre 81 e 82, Matídia se casou com o cônsul sufecto e ex-procônsul Lúcio Víbio Sabino, que morreu dois anos depois. Matídia deu-lhe uma filha chamada Víbia Sabina, que se casou com o futuro imperador Adriano, filho adotivo de Trajano.
Em 84, Matídia se casou novamente com um aristocrata romano chamado Lúcio Míndio e teve com ele uma filha chamada Míndia Matídia, conhecida geralmente como Matídia Menor. Lúcio morreu no ano posterior ao casamento.
Matídia finalmente se casou com o cônsul sufecto de 88, Libão Rupílio Frúgio e teve com ele uma filha chamada Rupília Faustina. Faustina se casou depois com o senador romano Marco Ânio Vero e teve uma filha e dois filhos. Através dos filhos, ela seria a avó do imperador Marco Aurélio e de sua esposa, Faustina, a Jovem.
Matídia geralmente viajava com o tio e ajudava-o em sua decisões. Como a mãe, ela recebeu homenagens e honrarias por todo império em inscrições e monumentos. Em 29 de agosto de 112, ela recebeu o título de augusta.
Após a morte de Trajano, em 117, Matídia e Plotina trouxeram as cinzas do imperador de volta à capital. Salonia faleceu em 23 de dezembro de 119 d.c, e o imperador Adriano fez a oração funerária, deificou-a e dedicou-lhe um templo e um altar em Roma.